# Christian Brunhart (Politiker, 1851)
Christian Brunhart (* 7. Oktober 1851 in Balzers; † 2. September 1911 ebenda) war ein liechtensteinischer Politiker.

## Biografie
Christian Brunhart war ein Sohn des Engel-Wirtes Andreas Callistus Brunhart und dessen Frau Nothburga (geborene Schlegel). Die späteren Landtagsabgeordneten Josef und Heinrich Brunhart waren seine Brüder. Er war ein Bürger der Gemeinde Balzers und wurde dort wie sein Vater Wirt des Gasthauses Engel.
Von 1876 bis 1882 gehörte er dem Gemeinderat von Balzers an. Von 1882 bis 1885 war er Vizevorsteher der Gemeinde und von 1885 bis 1888 sowie von 1891 bis 1894 Gemeindevorsteher. Des Weiteren war er von 1882 bis 1890 Abgeordneter im Landtag des Fürstentums Liechtenstein. Nachdem er von 1890 bis 1894 stellvertretender Landtagsabgeordneter war, war er von 1894 bis 1898 erneut Landtagsabgeordneter. Von 1881 bis 1900 war er Laienrichter im Schöffengericht.
1871 heiratete er Maria Barbara Wolfinger. Aus der Ehe gingen 15 Kinder hervor.